# Records of the Botanical Survey of India
Records of the Botanical Survey of India (abreviado Rec. Bot. Surv. India) es una revista con ilustraciones y descripciones botánicas es publicada en Calcuta desde 1893/1902 hasta ahora.